# Gouvernement Nothomb
Royaume de Belgique
Lebeau II Van de Weyer
Le Gouvernement Nothomb est un gouvernement belge unioniste qui succéda le 13 avril 1841 au gouvernement Lebeau II, démissionnaire à la suite de querelles entre son gouvernement libéral et le Sénat aux mains des catholiques. On doit à ce gouvernement la loi sur l'enseignement primaire de 1842. Cette loi institue l'enseignement gratuit (non obligatoire) et oblige chaque commune à posséder au moins une école dispensant l'enseignement confessionnel sous surveillance du clergé (sauf dérogation). D'autre part, l'État et les provinces allaient créer des écoles dans les communes trop pauvres.
Le gouvernement échoue par contre dans son projet de donner la personnalité juridique à l'Université de Louvain. Le 14 décembre 1842, Nothomb, en plus de son poste de Premier ministre, reprend à van Volxem celui de ministre de la Justice, charge qui échoira peu après à Jules d'Anethan lors du remaniement consécutif aux élections du printemps 1843.
Il fait également voter une loi permettant au roi de choisir le bourgmestre en dehors du conseil communal.
Après les élections de 1843 qui marquent une avance des libéraux, Nothomb modifie la composition de son cabinet et fait appel à Albert Goblet d'Alviella, Édouard Mercier, Pierre Dupont (libéraux), Jules d'Anethan, Adolphe Dechamps (catholiques). Il fait ensuite voter une loi permettant au gouvernement et non plus au Parlement de nommer les membres des jurys d'examen universitaire, ce qui satisfait les libéraux, mais mécontente les catholiques. Le nonce apostolique (en) Pecci y est en particulier hostile. 
Sur le plan international, le gouvernement décline les offres d'union douanière faites par la France et la Confédération germanique.
Les progrès des libéraux lors des élections de 1845 provoquent la démission de Nothomb.

## Composition
| Ministère                                        | Nom                   | Parti      |
| ------------------------------------------------ | --------------------- | ---------- |
| Ministre de l'Intérieur                          | Jean-Baptiste Nothomb | Libéral    |
| Ministre sans portefeuille                       | Félix de Mûelenaere   | Catholique |
| Ministre des Affaires étrangères et des Finances | Camille de Briey      | Catholique |
| Ministre de la Justice                           | Guillaume Van Volxem  | Libéral    |
| Ministre des Travaux publics                     | Léandre Desmaisières  | Catholique |
| Ministre de la guerre                            | Gérard Buzen          | Libéral    |